# 민중연합당

민중정치연합 당시의 로고. 표어는 헬조선을 뒤엎는 99%의 희망이다.

민중연합당 (民衆聯合黨) 은 2016년 2월 27일 창당한 대한민국의 진보정당이다.

## 역사
2016년 2월 13일, 서울특별시 용산구 백범김구기념관에서 민중정치연합이라는 이름으로, 창당준비위원회 공동대표로 선출된 강승철 전 민주노총 사무총장(비정규직철폐당 대표), 이광석 전 전농 의장(농민당 대표), 손솔 전 이화여대 총학생회장(흙수저당 대표)이 창당준비위원회를 발족하였다. 이들은 “헬조선 청년들이 ‘흙수저당’을 만들고 ‘농민당’을 만들겠다는 농민, ‘비정규직 철폐’를 내건 노동자들이 동참하여 창당에 이르렀다” 면서,스스로 민중정치연합이 "노동자, 농민, 청년" 을 주축으로 한다고 밝혔으며, 2016년 대한민국 총선에 후보자를 내고 적극 참여하여, 박근혜 정권 심판과 정권 교체를 실현하겠다고 밝혔다.
또한 민중정치연합은 정치주체 교체와 진보세력 단결을 강조했으며, 기존 여야 정당이 1%의 기득권세력만 대변해 ‘헬조선’이라 불리는 상황에 초래했고 "우리가 계속 야당을 지원했는데 돌아오는건 아무것도 없었다" 면서 노동자, 농민, 청년, 빈민 등이 직접 정치에 나서자며, 행사 내내 ‘흙수저’라 불리는 청년과 비정규직 노동자, 농정파탄으로 절망한 농민의 현실을 드러내는 영상과 공연을 상영하기도 하였다. 서로의 차이를 존중하면서 새로 단결 하는 정당을 만들겠다고 발표하였다.
이들은, 2016년 2월 27일에 정식 창당 대회를 열고 2016년 2월 27일 대한민국 민중총궐기에 적극 참여할 예정이라고 밝히기도 했다.
이들은 이날 발기 취지문을 통해 ‘노동개악’, ‘밥쌀수입’, ‘흙수저 신세의 청년’ 같은 사회, 경제 현안과 개성공단 폐쇄로 위기에 빠진 최근 남북 관계 등을 언급하면서 “박근혜 정부와 여당의 이러한 무능·실정·폭압에 맞서야 할 기존 야당 역시 지리멸렬과 무기력증에 빠져있다. 노동자 농민 서민의 분노를 대변하고 청년에게 희망을 주는 대안정당이 필요하다”고 발언하여, 자당의 필요성을 주장하기도 했다.
또한 민중정치연합은 청년 중심 정당인 흙수저당이 기반이 된 "한국정치사에서 청년들이 앞장서서 만든 최초의 정당" 을 강조하면서 노동자나 농민의 문제 뿐만 아니라, '알바 권리', '청년 실업 해결'을 해결할 것을 요구하고 있다.
사회적인 문제로는 '국정교과서 폐기', '세월호 문제 해결' 등을 내걸었다.
2016년 2월 27일, 경기도 성남시 성남실내체육관에서 민중연합당이라는 당명으로 창당대회를 열어 정식 창당하였다. 또한, 당명 결정 이전에 2016년 2월 25일까지 당명과 슬로건을 모집하기도 하였다. 또한, 창당대회를 연 이날 민중정치연합은 이후 4차 민중총궐기 시위에 참여하기도 하였다.
2016년 3월 23일 기준, 광역시도당 수는 13개이고, 민중연합당 소속 대한민국 제20대 국회의원 선거 출마자 수는 모두 72명으로, 대한민국 전역에서 출마하였다. 그러나, 민중연합당은 대한민국 제20대 총선에서 예상과 달리 한석도 얻지 못하여 패배하였으며, 비례대표의 경우 1석 이상을 예상하였으나, 비례대표 최소 득표율인 3%에 한참 못미치는 0.61%의 득표를 받아 비례대표 역시 단 한석도 진출하지 못했고, 군소정당인 녹색당 보다도 적은 득표를 받으며 큰 표차로 패배하였다.
2016년 8월 14일, 민중연합당 지도부 선거 결과, 민중연합당 상임대표로 김창한이 당선되었다. 2017년 10월 15일을 기해 새민중정당과 함께 민중당으로 신설 합당되었다.
민중당 당원이 중심이 되어 만든 '이석기 의원 내란음모사건 피해자 한국구명위원회' 소속 청년들은 국가보안법 제정 69주년을 맞아 2017년 11월 30일 오전 11시부터 서울 서대문구 신촌 유플렉스 앞에서 <2017헌가69 국가보안법의 폐지에 대한 국민참여재판> 형식으로 '양심수 석방 법정 퍼포먼스를 진행하면서 선고형식을 빌려 "국가보안법은 헌법에 명시된 사상과 양심의 자유, 표현의 자유를 침해하고 있다"며 "국제사회에서 한국을 인권침해국으로 인식시키고 그 모호함 때문에 수많은 정치보복의 도구가 되어왔다"고 하면서 국가보안법 폐지와 모든 양심수 석방을 촉구했다.

## 소개
다음은 민중정치연합 홈페이지에서 발췌한 민중정치연합 소개문이다.

- 한국정치사에서 청년들이 앞장서서 만든 최초의 정당입니다.

- IMF 이후 20년, ‘1%의 독점’을 뒤엎는 정당입니다.

- 6.15 이후 15년, ‘자주와 평화’를 되살릴 정당입니다.

- 한국 정당사 최초의 ‘오픈플랫폼’ 정당입니다.— 민중정치연합은

또한, "동북아 정세가 요동을 치고 한반도의 긴장이 가파르게 고조되고 있지만 평화와 통일을 말하는 정당은 어디에도 없다", "두 전직 대통령의 뜻을 있겠다는 야당은 종북몰이가 무서워서, 표 떨어질까 두려워서 군복입고 안보장사를 하고 있다", "6.15남북공동선언, 10.4선언을 지켜낼 용기가 없는 당은 대안으로서 자격이 없다" 고 말하기도 했다.

## 내부 정파
민중연합당은 '99% 민중의 연합 정당' 임을 강조하면서, 그리스의 집권여당인 급진좌파연합 (일명 시리자)의 구조를 따라, 내부 정파 형태의 하위 정당들을 갖추고 있다.

### 흙수저당
흙수저당은 당 내 청년을 기반으로 하며, 대표는 손솔이고 비례대표 후보가 비례대표 1번 정수연 후보이다. "소녀상 지키기", "등록금 백만원 상한제", "미취업자 졸업 즉시 실업급여 수령", "결혼 시 학자금 대출 부채 탕감", "조약체결절차법 제정으로 위안부 합의 제동", "친일 독재 미화 국정교과서 폐기"를 주장하면서, 청년과 관련된 이슈들과 문제들, 또 위안부 관련된 문제들에 대한 공약을 내걸고 있는 정파이다. 또, 피선거권을 18세로 인하하자는 공약을 내세우고 있고, 흙수저당 대표 손솔은 25세 미만 출마 금지에 대한 헌법 소원을 낸 바 도 있다. 또한, 민중연합당이 전략적으로 배치한 후보들은 대부분 흙수저당의 청년 후보들이다. 그러나, 경기동부연합 내 청년 계열과, 한대련을 기반으로 한 다는 비판이 있다.

### 농민당
농민당은 당 내 농민을 기반으로 하며, 대표가 이광석이고 비례대표 후보가 비례대표 2번 이대종 후보이다. "쌀직불금 축소 반대", "밭직불제 도입", "농민수당 (240만원) 신설", "중소농 육성", "기초농산물 국가수매제 도입", "농산물 최저가격 현실화", "밥쌀 수입 중단으로 생산기반 유지" 등과 같은 농민과 관련된 이슈들과 문제들에 대한 공약을 내걸고 있는 정파이다. 농민당 비례대표 후보 이대종 후보는, 현재 민중연합당 전라북도위원장 직위를 맡고 있다. 또한, 농민당 대표 이광석이 전 전농 의장, 그리고 비례대표 후보 이대종 후보가 전 전농 정책위원장이었음에 따라 전농과 매우 가까운, 경기동부연합 계열이라는 의견이 있다.

### 노동자당
정식 정파 명칭은 "노동개악저지비정규직철폐노동자당"이며, 따라서 약칭으로는 "노동자당" 혹은 "비정규직철폐당" 이라고 부르며, 공식적으로는 둘 다 사용한다. 당 내 노동자를 기반으로 하며, 대표가 강승철 전 민주노총 사무총장이고, 비례대표 후보가 비정규직 노동자인 비례대표 4번 이성일 후보이다. 민주노총과 연관되어 있고, 유성기업 노동자들의 투쟁에 함께하겠다는 공개 게시글도 게시하였다."맘대로 해고 방지법 제정", "비정규직 정규직 전환 특별법 제정", "최저시급 1만원", "최저임금 체불 국가책임제 도입", "재벌세 도입" 등과 같은 노동과 관련된 이슈들과 문제들에 대한 공약을 내걸고 있는 정파이다. 그러나, 노동자당의 대표 강승철이 자주파 성향과 가까운 민주노총 국민파이다.

### 엄마당
엄마당 대표는 장지화 후보이며, 비례대표 후보가 비례대표 3번 간호사 전종덕 후보이다. "0~14세까지 병원비 국가책임제", "각 가정마다 복지쿠폰북 발행", "육아휴직 사용 증가", "육아휴직 급여 사용 증가" 등과 같은 육아나 복지와 관련된 이슈들과 문제들에 대한 공약을 내걸고 있는 정파이다. 엄마당 대표 장지화 후보는 "공약을 남발하고 선거가 끝나면 나 몰라라 하는 기득권 정치에 엄마들은 결코 속지 않는다"면서 "엄마들은 더 이상 누구에게 요구하고 기대하는 대리정치가 아닌 직접 정치의 주인으로 나설 것" 이라고 밝혔다. 비교적 NL 세력과 관계가 멀다는 평가가 있으나, 장지화 후보는 과거 통합진보당에서 성남시위원회 선거관리위원장과 기타 당직을 맡은 바 있다.

## 비판 및 논란

### 통합진보당 계승을 대상으로 한 논란
민중연합당 공동대표 이광석은, 통합진보당 전라북도지사 후보 출신이고 공동대표 강승철은 전국민주노동조합총연맹 내 민족 해방 정파인 국민파 출신으로 통합진보당의 선거대책위원장을 지냈다.
창당 이후에는 2016년 3월 10일 옛 통합진보당 광주 지역 기초의원 8명이 민중연합당에 입당하였고 이어서 통합진보당 소속으로 제19대 국회의원을 지내다가 의원직을 상실한 김재연, 김선동, 이상규가 민중연합당에 입당하였고 김재연과 이상규는 각각 의정부 을, 관악 을에 출마를 선언하였다. 게다가 전 국회의원 이상규가 민중연합당에 입당하면서 국회 정론관에서 한 기자회견에서 "대한민국 야당이 집권하려면 당당하게 종북 몰이에 맞서서 북한(조선민주주의인민공화국)과 손잡고 평화 통일과 대화로써 정의와 평화가 물결치는 정당이 필요하다." 라고 말하여논란이 가중되었다.
민중연합당이 헌법재판소에 근무하는 재판관들의 위헌 판정으로 해산된 통합진보당을 계승하려는 것이 아니냐는 의혹을 두고 민중연합당 측은 "당에 참여하는 사람들은 대부분 처음으로 정당에 가입하는 사람이 많다."라며 "그런 프레임을 덧씌우는 것은 잘못됐다."라고 반박하였다. 또 후보들은, 통합진보당이 아니라 민주노동당을 계승한 정당이라고 반박하며, 민중의소리에서도, 그러한 비난을 비판하는 사설을 내보냈다.
또한, 창당하자마자 정의당에 버금가는 당원 수를 자랑하며 조직 규모가 커졌고 당의 정파 중 하나인 농민당은 전농 계열로서 경기동부연합과 연관, 노동자당의 대표 강승철이 자주파 성향과 가까운 민주노총 국민파 출신, 또한 청년 정파인 흙수저당은 경기동부연합의 한대련 계열로 의심되고 전 통합진보당 출신 인사들이 꾸준히 입당 중이기 때문에, 사실상 통합진보당을 계승하는 자주파 계열 정당이라는 평가도 있다. 또한, 민중연합당 국회의원 후보 60명 중 40명이 통합진보당 출신이고 비례대표 4인은 전원 통합진보당 출신이라는 의견도 있다.

## 기본 정책
민중연합당의 기본정책은, 2015년 11월 대한민국 민중총궐기에서 요구된 각계각층의 12대 요구안을 당의 기본 정책으로 한다.
주요 정책은 일자리.노동정책, 농업정책, 청년학생정책, 민주주의 실현, 사회공공성 강화, 인권정책, 생태환경정책, 민생빈곤 문제 해결, 세월호 문제 해결, 재벌책임강화, 자주.평화 정책, 한일외교정책으로 나뉘어 있다.
또한, 민중연합당은 총 10가지로 구성되어 있는 '10대 핵심공약'이라는 이름의 다음과 같은 정책공약을 내놓기도 했다.
- 등록금 100만원 상한제
- 맘대로 해고 막는 해고방지법 제정
- 종편 퇴출로 민주주의 실현
- 농민수당 240만원 지급
- 재벌세 도입
- 지폐발행 중단통한 지하경제 양성화
- 0세부터 14세까지 무상의료
- 국민감시·정치개입 국정원해체
- 비정규직 정규직 전환 특별법 제정
- 비핵화와 평화체제 동시 추진

특히, 재벌세는 과거 민주노동당이 주장한 부유세와 유사하며, 또한 무상의료 정책도 과거 민주노동당이 주장했던 바 있다. 또한, 민중연합당 소개 페이지에서는, 그리스의 집권 정당 급진좌파연합과 스페인의 좌익 대중주의 정당 포데모스를 '99%의 직접정치'의 모범으로 제시한 바 있다.

## 주요 선거 결과

### 대통령 선거
| 연도   | 선거  | 후보자 | 득표     | 득표율         | 결과 | 당락 |
| ------ | ----- | ------ | -------- | -------------- | ---- | ---- |
| 2017년 | 19대  | 김선동 | 27,229표 | \| \| 0.08% \| | 8위  | 낙선 |
|        | 0.08% |        |          |                |      |      |

### 국회의원 선거
|  | 0% |

|  | 0.61% |

|  | 0% |

## 같이 보기
- 통합진보당
- 민주노동당
- 새민중정당